# NGC 468

NGC 468

NGC 468 في الفهرس العام الجديد، هي مجرة، تقع في كوكبة الحوت. اكتشفت في 22 نوفمبر 1827 بواسطة جون هيرشل.

## روابط خارجية
- NGC 468 على موقع ويكي سكاي: DSS2, SDSS, GALEX, IRAS, Hydrogen α, X-Ray, Astrophoto, Sky Map, Articles and images